# Linh hồn tâm giao
Linh hồn tâm giao hoặc bạn tâm giao (tiếng Anh: Soulmate) là nhân vật mà người ta có cảm giác gắn bó sâu sắc hoặc tự nhiên. Điều này có thể liên quan đến sự tương đồng, tình yêu, mối quan hệ lãng mạn hoặc thuần khiết, thoải mái, thân mật, tình dục, hoạt động tình dục, tâm linh, khả năng tương thích và lòng tin. Thuật ngữ bạn tâm giao có thể bắt nguồn từ thơ ca Do Thái, nhưng đã được phổ biến rộng rãi trong Thông thiên học thế kỷ 19 và trong triết lý New Age thời hiện đại.

## Định nghĩa
Trong cách sử dụng hiện nay, linh hồn tâm giao thường đề cập đến một người bạn đời lãng mạn hoặc thuần khiết, với ngụ ý về một mối quan hệ độc quyền suốt đời. Nó thường mang ý nghĩa là mối liên kết bền chặt nhất với người khác mà một người có thể đạt được. Những người tin vào linh hồn tâm giao thường chấp nhận rằng một người sẽ cảm thấy 'trọn vẹn' một khi họ đã tìm được bạn tâm giao của mình, vì một phần trong định nghĩa được cho là hai linh hồn có ý nghĩa hợp nhất. Thuật ngữ bạn tâm giao lần đầu tiên xuất hiện bằng tiếng Anh trong một bức thư của Samuel Taylor Coleridge vào năm 1822.

### Chỉ trích
Một số nhà tâm lý học cho rằng việc tin vào sự tồn tại đặc biệt của linh hồn tâm giao dành cho một người là sự kỳ vọng viển vông.

## Lịch sử sử dụng khái niệm này

### Do Thái giáo
Thuật ngữ linh hồn tâm giao ban đầu có thể được mượn từ bài thơ Yedid Nefesh thế kỷ 16. Bài thơ này trở nên phổ biến do theo phong tục hàng tuần của người Do Thái truyền thống trong bữa ăn Shabbos/Shabbat cuối cùng của họ, seudah shlishit, như một phương tiện an ủi trong những giây phút tàn phai trong ngày. Bài thơ mở đầu như một lời tuyên bố về tình yêu và sự kết nối với Đấng Tạo Hóa của một người, nêu rõ: "Yedid Nefesh, Av HaRachaman - Người bạn tâm giao của tôi, Người cha của lòng nhân ái". Bài thơ này được xuất bản lần đầu tiên ở Venezia vào năm 1588 trong cuốn sách có tựa đề Sefer Charedim. Thành phần của nó thường được cho là do nhà xuất bản cuốn sách đó, Rabbi Elazar ben Moshe Azikri (1533-1600). Tuy nhiên - phần lớn là do bài thơ này bị thiếu trong các phòng trưng bày ban đầu chứa các bài thơ của chính Rabbi Azikri - những người khác cho rằng nó được một người khác cùng thời với ông sáng tác, Rabbi Israel ben Moses Najara và học giả kabbalah nổi tiếng Rabbi Moses ben Jacob Cordovero là những người được dâng tặng phổ biến nhất. Vẫn còn những người khác khẳng định rằng bài thơ này - và do đó, thuật ngữ này - bắt nguồn từ thời xa xưa hơn, có niên đại từ Rabbi Judah Halevi sống vào thế kỷ 11.
Từ Yedid trong tiếng Do Thái, có nghĩa là tri âm tri kỷ hoặc bạn thân, lần đầu tiên được tìm thấy trong Sách Đệ Nhị Luật, chương 33, câu 12. Từ tiếng Do Thái Nefesh, có nghĩa là linh hồn, lần đầu tiên được tìm thấy trong Sách Sáng Thế, chương 2, câu 7. Trong khi bài thơ này được biết đến nhờ vào điệp khúc mở đầu của nó, Yedid Nefesh/Linh hồn tâm giao, trong cuốn sách cầu nguyện thế kỷ 18 của Rabbi Jacob Emden, ông ghi lại tựa đề chính thức của nó là: "Ca khúc Thức tỉnh Tâm hồn-Hướng tới Tình yêu của Chân phước Hashem (Tên gọi)" (bản dịch từ nguyên bản tiếng Do Thái của ông).

### Thông thiên học
Theo phong trào tôn giáo bí truyền Thông thiên học mà những tuyên bố của họ đã được Edgar Cayce sửa đổi, Chúa đã tạo ra những linh hồn lưỡng tính—nam và nữ như nhau. Những học thuyết sau này cho rằng linh hồn chia thành các giới tính riêng biệt, có lẽ vì họ đã gánh chịu nghiệp chướng khi vui đùa trên Trái Đất, hay "tách khỏi Chúa". Trải qua nhiều lần tái sinh, mỗi nửa tìm kiếm nửa còn lại. Khi tất cả món nợ nghiệp quả đều được thanh lọc, cả hai sẽ hợp nhất lại với nhau và trở về cội nguồn.

### New Age
Theo Mark L. Prophet và Elizabeth Clare Prophet, linh hồn tâm giao là một thực thể riêng biệt mà một người đã trải qua nhiều kiếp sống với tư cách là bạn bè, người yêu, đồng nghiệp hoặc đối tác và là người thường bị thu hút để hoàn thành một sứ mệnh cụ thể. Họ mô tả linh hồn tâm giao là một trong nhiều anh chị em tâm linh tiềm năng: "mặc dù có thể có sự hấp dẫn và gắn kết lớn giữa những linh hồn tâm giao, về cơ bản, theo nghĩa tối thượng, bạn có thể định nghĩa nó nhiều hơn là mối quan hệ anh chị em, thậm chí ngay cả linh hồn tâm giao có những cuộc hôn nhân tuyệt vời và sự kết hợp tuyệt vời của trái tim". Theo Mark Prophet: "Mối quan hệ bạn tâm giao có liên quan đến vị trí của linh hồn Chandra, mà Chandra ngay phía trên đó dựa trên... Mối liên hệ là một trong những sự tiến hóa song song và lẫn nhau chứ không phải là nguồn gốc".